# Jane Drew
Pour les articles homonymes, voir Drew.
Jane Beverly Drew (née le 24 mars 1911 à Thornton Heath et morte le 27 juillet 1996) est une architecte britannique.

## Biographie

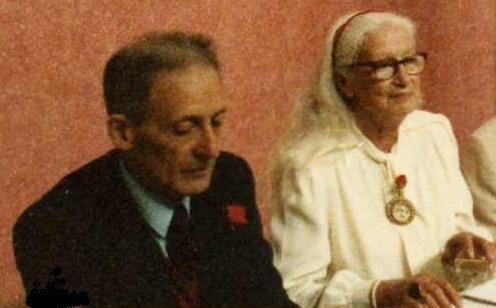
Contre-amiral Jean Sabbagh, fils de Agnès Humbert, avec sa cousine Jane Drew, 1984

Diplômée en 1929 de la Architectural Association School of Architecture de Londres, elle a particulièrement projeté et réalisé des bâtiments dans des climats tropicaux, en Afrique et en Inde.    
Pionnière de l'architecture tropicale et de l'urbanisme moderne, elle fonde avec son époux Maxwell Fry la première école d'architecture tropicale, la Tropical Architecture School, avec l'Architectural Association School of Architecture.
Pendant treize ans, avec Maxwell Fry, Pierre Jeanneret et des experts indiens, Jane Drew travaille comme collaboratrice de Le Corbusier à la construction de la ville de Chandigarh. Elle est responsable de l'équipe indienne et persuade Jawaharlal Nehru d'engager de jeunes architectes indiens (dont Balkrishna Vithaldas Doshi). Elle est chargée des projets de logements de fonction, des habitats privés, des centres de santé, des écoles et collèges. 
Elle travaille ensuite sur des bâtiments sanitaires à Téhéran, puis des magasins, bureaux, un centre d'art au Nigeria et un centre d'éducation au Ghana.

## Réalisations

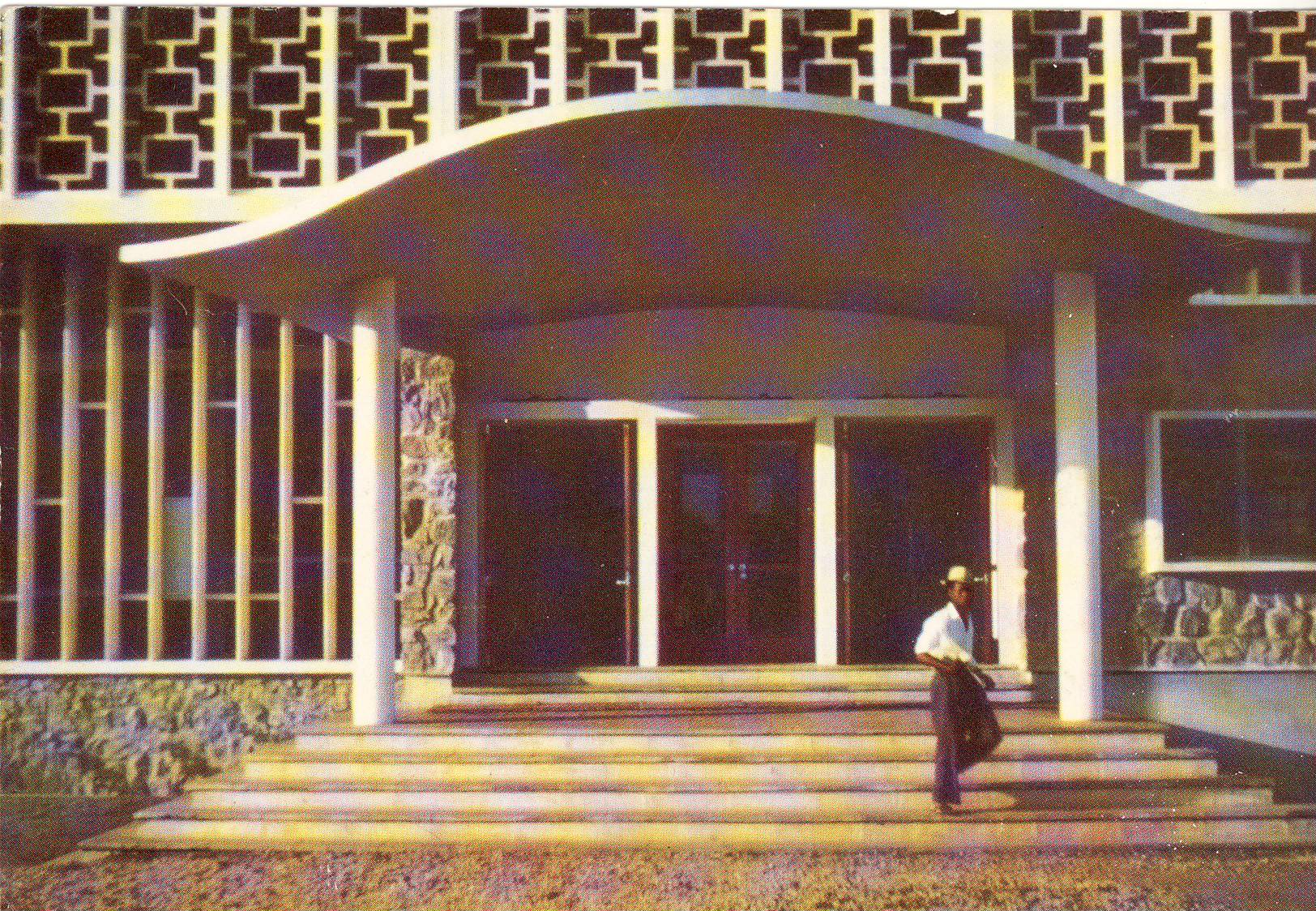
Bibliothèque Kenneth Onwuka Dike, Université d'Ibadan (Nigeria)

- Hôpital à Devon (c. 1935), avec James T. Alliston
- Master Plan pour Chandigarh, Punjab (1951-1953), avec Maxwell Fry
- Université d'Ibadan (1953-1959), Nigeria
- Open University, Milton Keynes (1969-1972),
- Hôpital de Torbay et résidence des infirmières (1973)
- Bâtiment Gestetner, Stirling (1976),
- St Paul's Girls' School, Londres (1978)

## Publications(en)
- Jane (Drew) et Maxwell Fry, Architecture for Children. London: George Allen and Unwin, 1944    (ISBN 978-0047200014)  (1976 Architecture and the Environment)
- Maxwell Fry et Jane Drew, Village housing in the tropics with special reference to West Africa, avec Harry L. Ford. London: Lund Humphries, 1947
- E. Maxwell Fry et Jane Drew, Tropical Architecture in the Humid Zone. London: Batsford, 1956
- E. Maxwell Fry et Jane Drew, Tropical Architecture in the Dry and Humid Zones. New York: Reinhold, 1964
- Maxwell Fry et Jane (Drew), Architecture and the environment, Londres, Allen & Unwin, 1976, 94 p. (ISBN 978-0-04-720020-5, OCLC 2646970) (1944 Architecture for Children)
- (en) Kiran Joshi, Documenting Chandigarh : the Indian architecture of Pierre Jeanneret, Edwin Maxwell Fry, Jane Beverly Drew, Ahmedabad, India Chandigahr, India Wappingers' Falls, NY, Mapin Pub. Chandigahr College of Architecture Distributed in North America by Antique Collectors' Club, 1999, 286 p. (ISBN 978-1-890206-13-0 et 978-8-1858-2260-0, OCLC 177274058)